# Powiat Sorau (Lausitz)

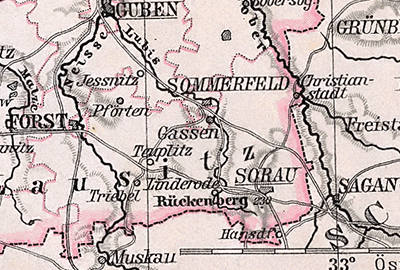
Mapa powiatu z 1905 r.

Powiat Sorau (Lausitz) (niem. Landkreis Sorau (Lausitz), Kreis Sorau, Kreis Sorau (Nd. Lausitz); pol. powiat żarski) – dawny powiat na terenie kolejno Prus, Cesarstwa Niemieckiego, Republiki Weimarskiej oraz III Rzeszy, istniejący od 1818 do 1946. Należał do rejencji frankfurckiej, w prowincji Brandenburgia. Teren dawnego powiatu leży obecnie w kraju związkowym Brandenburgia w powiecie Spree-Neiße oraz w Polsce, w województwie lubuskim. Siedzibą władz powiatu było miasto Sorau.
1 stycznia 1945 na terenie powiatu znajdowało się:
- pięć miast: Christianstadt (Krzystkowice), Gassen (Jasień), Pförten (Brody), Sorau (Żary) oraz Triebel (Trzebiel)
- 133 innych gmin
- dwa majątki junkierskie.

## Po 1945
W 1945 roku Polsce przypadła wschodnia (większa) część powiatu Sorau, z Żarami, którą przekształcono w polski powiat żarski. Prawobrzeżna (od Nysy Łużyckiej) 1/4 część obszaru z m.in. miejscowościami Derbno, Groß Schacksdorf czy Tschernitz pozostała w Niemczech. Powiat Sorau zniesiono w 1946 roku.